# Martin-Luther-King-Kirche (Hamburg-Steilshoop)

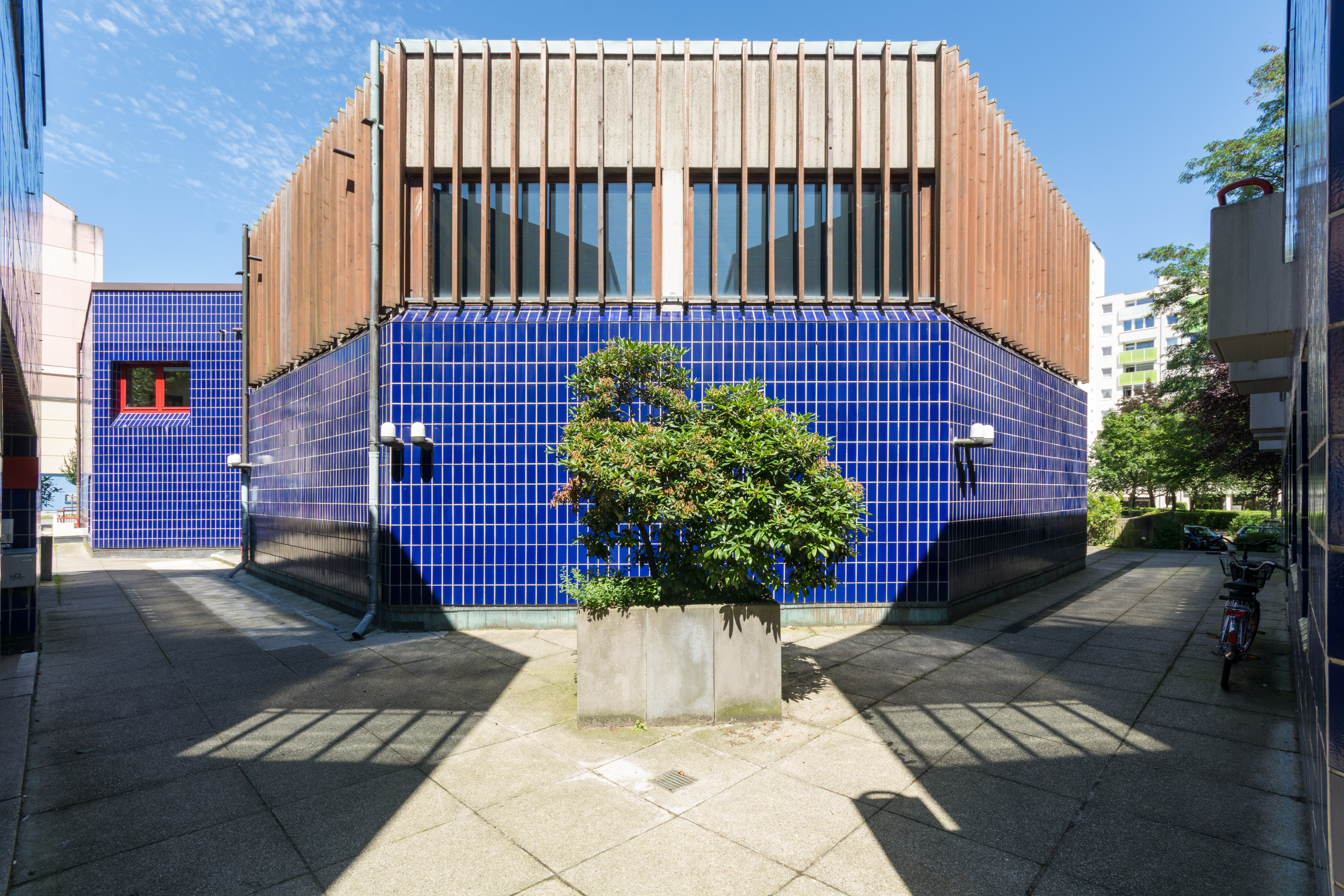
Zentralgebäude

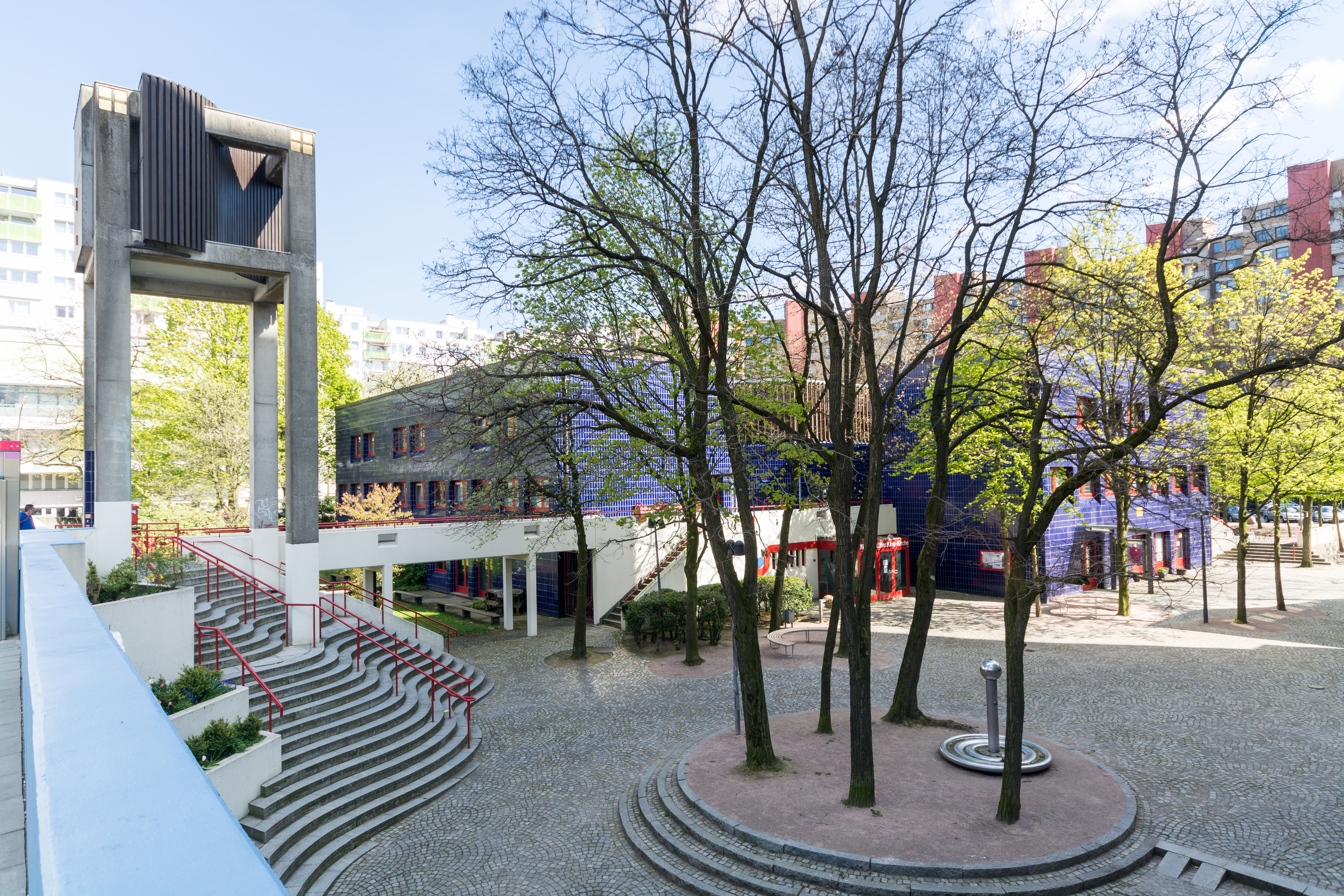
Glockenturm und Vorplatz

Die evangelisch-lutherische Martin-Luther-King-Kirche in Hamburg-Steilshoop liegt unter der Adresse Gründgensstraße 28 an zentraler Stelle der den Stadtteil prägenden Großwohnsiedlung. Die gelegentlich zu lesende Behauptung, die „Steilshooper Gemeinde [sei] die einzige in Deutschland, die sich nach dem US-amerikanischen Baptistenpastor und Bürgerrechtler Martin Luther King benannt hat“, ist mindestens missverständlich, da es noch wenigstens drei weitere Kirchen in Deutschland gibt, die den gleichen Namen tragen.

## Bau und Architektur
Die Kirche war von Anfang an als Gemeindezentrum, also als ein Komplex unterschiedlich nutzbarer Räume geplant. Der Komplex wurde aus mehreren Baukörpern zusammengestellt, die durch schmale Innenhöfe und Gänge voneinander getrennt sind. Verbindendes Element ist die einheitliche und sehr auffällige Fassadengestaltung, die von leuchtend blau glasierten Keramikfliesen und roten Fensterrahmen und Treppengeländern dominiert wird. Durch die Farbe der Fassadenfliesen erhielt die Kirche schnell den örtlichen Spitznamen „Blaue Kachel“.
Gebaut wurde in den Jahren 1972 bis 1974 nach den Plänen der Architektengemeinschaft Patschan, Werner, Winking (Dieter Patschan, Asmus Werner und Bernhard Winking). Gegenüber den Hochhäusern der Umgebung sticht das niedrige Gebäude nicht hervor. Der zusätzlich durch Holzelemente verzierte Kirchensaal (von der Gemeinde „Feiersaal“ genannt) ist hinter einer Umbauung aus Wohnungen und Gemeinderäumen von der Straße aus kaum zu erkennen. Sein Innenraum erhält nur durch klare Fensterbänder unter der Decke Tageslicht. Die Ausstattung bleibt zurückhaltend, sie wird von weißem Mauerwerk, einer hölzernen Decke und in skandinavischem Stil gehaltenen Möbeln und Lampen beherrscht. Die Sitzreihen steigen vom Altar aus betrachtet leicht zum hinteren Ende des Raumes hin an. Dadurch wurden die vom Bauherrn gewünschten vielfältigen Nutzungsmöglichkeiten erhalten und gleichzeitig eine eindeutige Orientierung auf Altar, Kanzel, Pult und Taufbecken erreicht.
Zu Pfingsten 1974 wurde die Kirche eingeweiht, die Namensgebung nach Martin Luther King fand fünf Jahre später ebenfalls zu Pfingsten statt. Der Kirchturm mit seiner eigenwilligen Form wurde 1988 ergänzt, um das Gemeindezentrum besser als Kirche erkennbar zu machen.

## Ausstattung
Die Leuchter und das Kreuz auf dem Altar stammen vom Vater des Architekten Asmus Werner, dem Goldschmied Alfons Werner (1906–1983).
Im Turm hängen zwei Glocken, welche 1989 von der Glockengießerei Rincker gegossen worden sind. Eine trägt die Inschrift „tröstet, tröstet mein Volk“ (Jes 40,1 ) und die andere „Selig sind die, die Frieden stiften“ (Mt 5,9 ).
| Nr. | Schlagton | Gewicht (kg) | Durchmesser (mm) | Gießer, Gussort                | Gussjahr | Inschrift |
| --- | --------- | ------------ | ---------------- | ------------------------------ | -------- | --- |
| 1   | g1        | 580          | 1005             | Glockengießerei Rincker (Sinn) | 1989     | Inschrift Hals: "+ SEHLIG SIND DIE ▪︎ DIE FRIEDEN STIFTEN + MATTH▪︎5▪︎9 +" Inschrift Schlagring: "M.-L.-KING-GEMEINDE" |
| 2   | b1        | 375          | 860              | Glockengießerei Rincker (Sinn) | 1989     | Inschrift Hals: "+ TRÖSTET ▪︎ TRÖSTET MEIN VOLK + JES▪︎40▪︎1" Inschrift Schlagring: "M.-L.-KING-GEMEINDE"              |

## Orgel
Die ebenfalls 1974 eingeweihte Orgel aus der Fertigung von Orgelbau Eberhard Friedrich Walcker ist insgesamt schlicht gehalten. Ihre Disposition lautet:
| I. Manual C– |           |    |
| 1.           | Pommer    | 8′ |
| 2.           | Prinzipal | 4′ |
| 3.           | Mixtur IV |    |

| II. Manual C– |           |       |
| 4.            | Gedackt   | 8′    |
| 5.            | Rohrflöte | 4′    |
| 6.            | Quinte    | 2 ⁄3′ |
| 7.            | Feldflöte | 2′    |

| Pedal C– |             |     |
| 8.       | Subbass     | 16′ |
| 9.       | Koppelflöte | 8′  |
| 10.      | Trompete    | 8′  |

- Koppeln: I/II, I/P, II/P

## Gemeinde
Die Gemeinde war von Anfang an in dem problembeladenen Neubaugebiet sozial-diakonisch vorbildlich aktiv. Besonders in der Amtszeit von Pastor Hans-Jürgen Benedict (1981–91) wurde sie auch zu einem Zentrum der Anti-Atom- und Friedensbewegung. Zu den sozial-diakonischen Projekten der Gemeinde zählte das Beschäftigungsprojekt Samt und Seife (früher Textilwerkstatt).

## Fotografien und Karte
Koordinaten: 53° 36′ 35,9″ N, 10° 3′ 33,9″ O

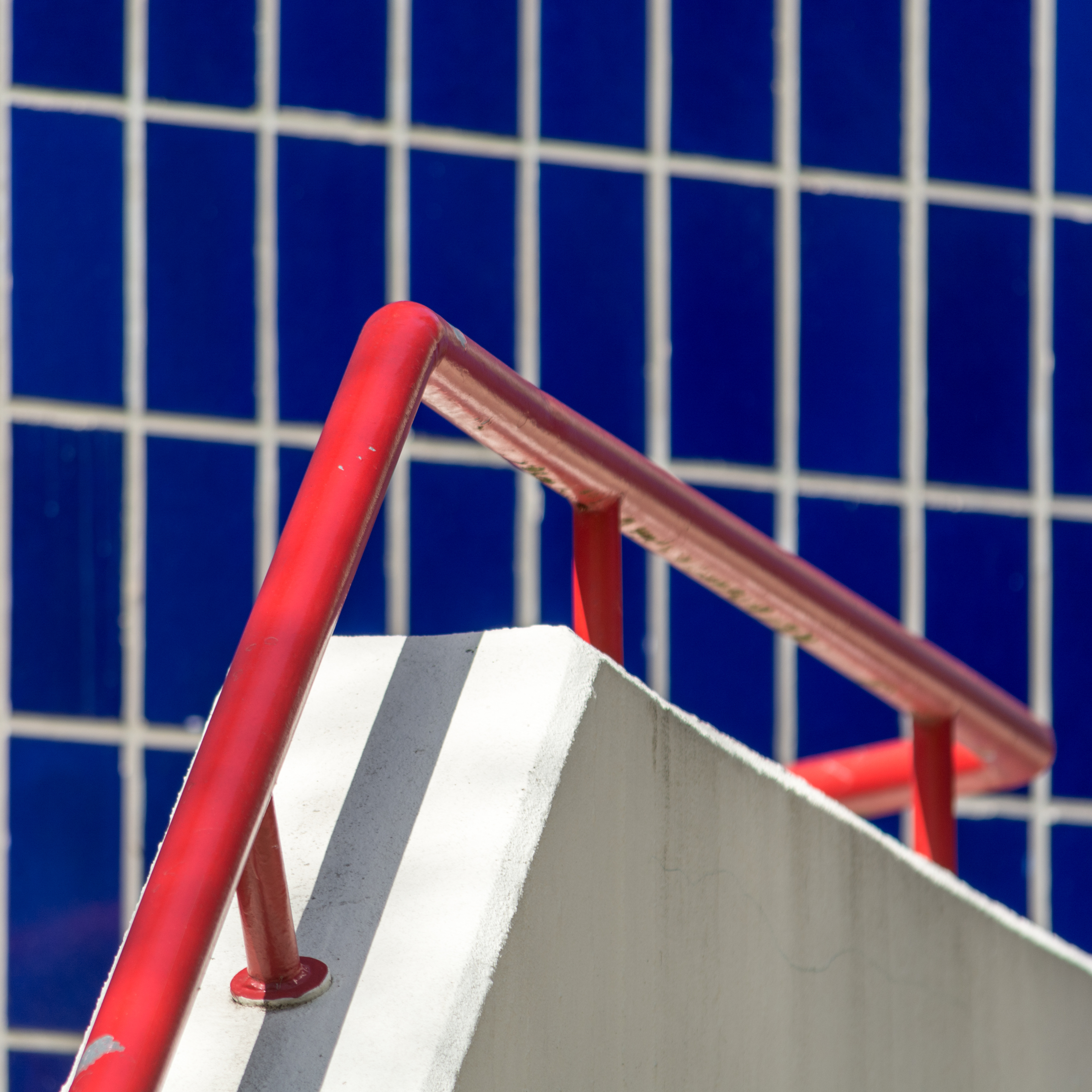
Rot-Blau Farbkontrast der Fassade
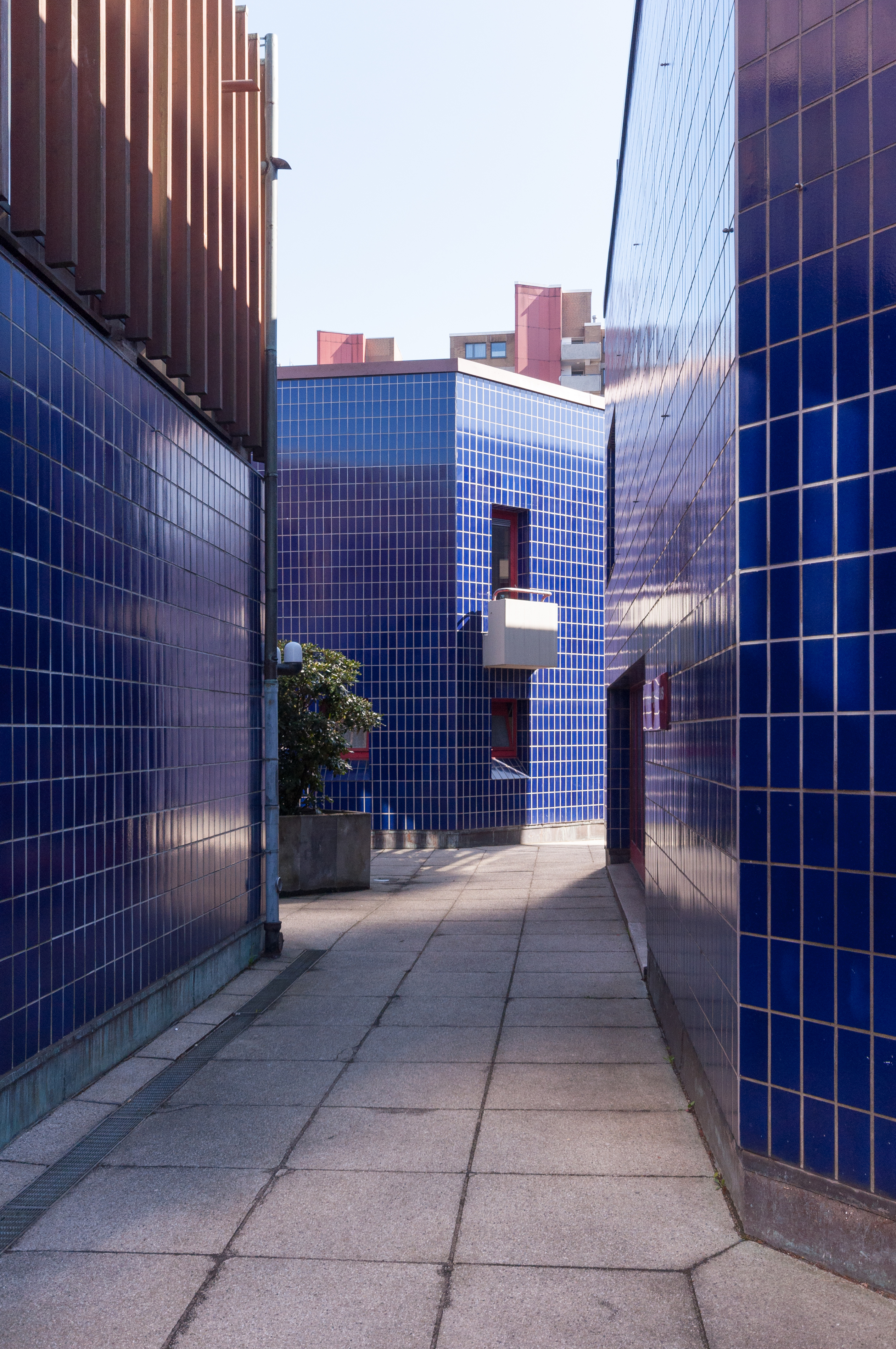
Innenhof. Links der Kirchsaal.
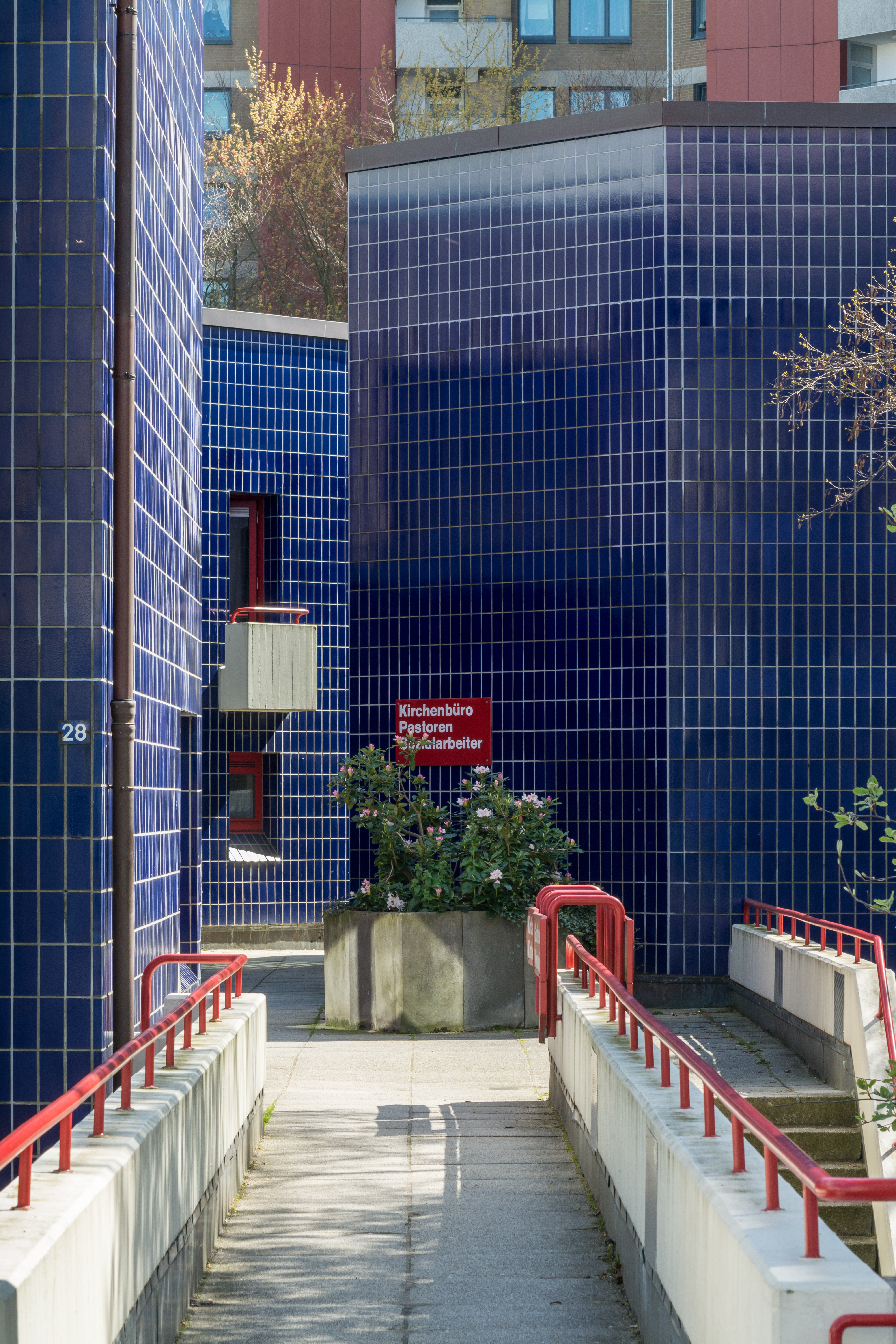
Zugang von Norden
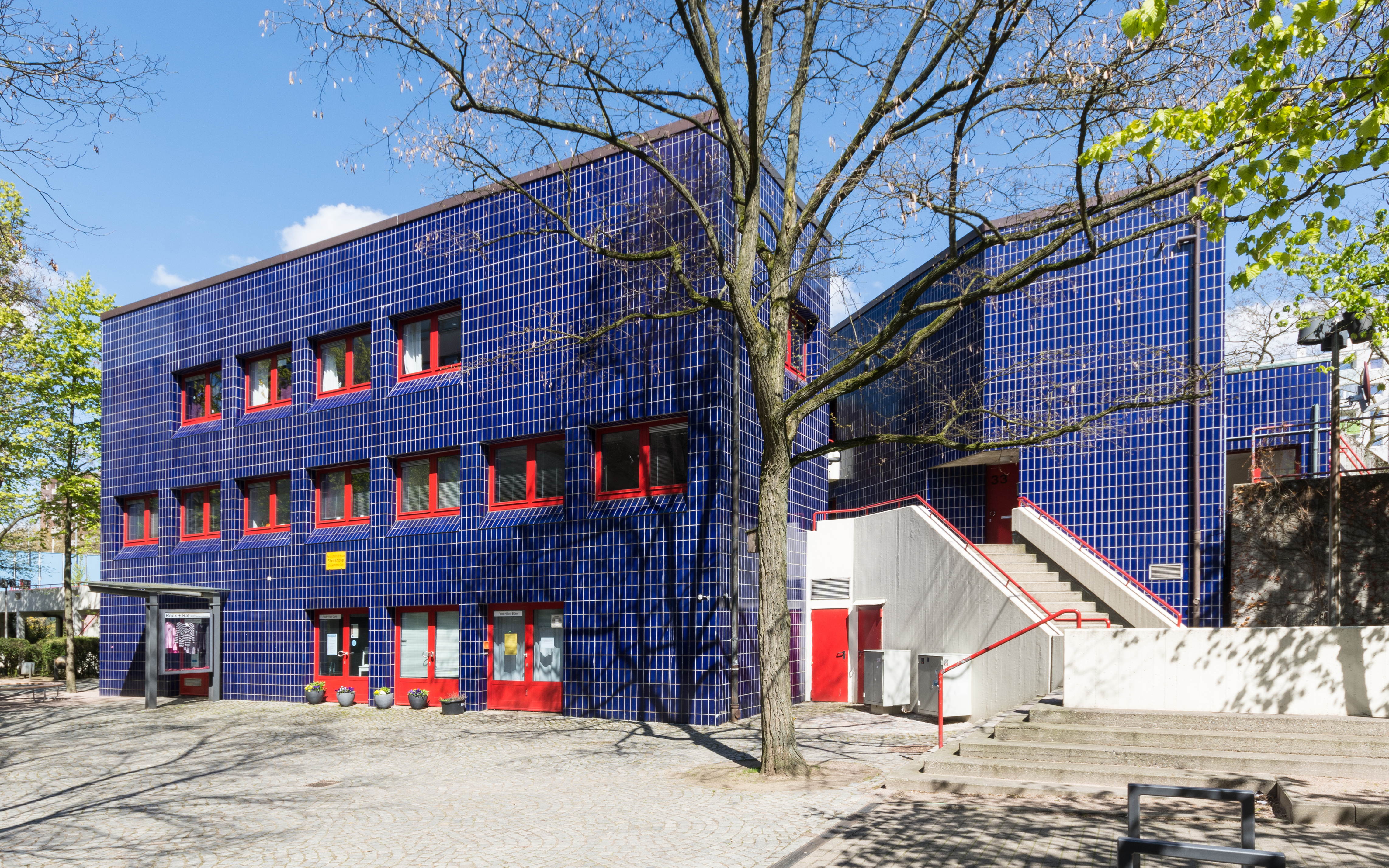
Blick auf die Umbauung im Südwesten